# Karl Sobota
Karl Johann Sobota (* 23. März 1903 in Wien; † 27. Dezember 1966 in Wiener Neustadt) war ein österreichischer, nationalsozialistischer Politiker, Kreisorganisationsleiter und Sparkassenbeamter in Sauerbrunn. 

## Leben
Sobota, als Sohn eines Webers im Wiener Gemeindebezirk Meidling geboren, gehörte seit dem 1. Juli 1935 der in Österreich verbotenen NSDAP an, war Mitglied der ebenfalls verbotenen SA, beantragte dann am 17. Mai 1938 die reguläre Aufnahme in die Partei und wurde rückwirkend zum 1. Mai aufgenommen (Mitgliedsnummer 6.158.815). Am 15. März 1938 wurde er von Gauleiter Tobias Portschy zum Mitglied des Burgenländischen Landtags ernannt. In Sauerbrunn wurde er Ortsgruppenleiter der NSDAP, in der SA erhielt er 1943 den Rang eines Sturmführers.
Nach dem Ende des Zweiten Weltkriegs wurde Sobota wegen Illegalität, seiner Tätigkeit als Stellvertreter des damaligen Kreisleiters der NSDAP von Mattersburg Anton Weissensteiner sowie Misshandlung mehrerer Personen und der Aneignung von Bargeld aus fremden Besitz angeklagt. Sobota wurde vorgeworfen, vom Gericht namentlich benannte Juden misshandelt zu haben, darunter war der Gemeindearzt von Mattersburg Richard Berczeller. Bei den Ermittlungen hatte Ernst Hoffenreich ausgesagt, dass Sobota und auch der Mattersburger Bürgermeister Franz Giefing die inhaftierten Juden mit dem Stock und dem Ochsenziemer geschlagen haben. Sobota wurde auch vorgeworfen, dass er die Juden um Geld erpresst habe und den Arzt in seiner Praxis beraubt habe.
Sobota wurde am 25. Mai 1948 wegen §§ 10 und 11 des Verbotsgesetzes und § 3 des Kriegsverbrechergesetzes zu drei Jahren schweren Kerkers mit Vermögensverfall verurteilt. In seiner Urteilsbegründung charakterisierte ihn das Gericht als „fanatischen illegalen nationalsozialistischen Parteigänger“.
Karl Sobota war der Vater des Schriftstellers Heinz Sobota.